# (120) Lachesis
(120) Lachesis – planetoida z pasa głównego asteroid okrążająca Słońce w ciągu 5 lat i 183 dni, w średniej odległości 3,12 j.a. Została odkryta 10 kwietnia 1872 roku w Marsylii przez Alphonse’a Borrelly’ego. Nazwa planetoidy pochodzi od imienia Lachesis, jednej z trzech Mojr w mitologii greckiej.